# Macrinus

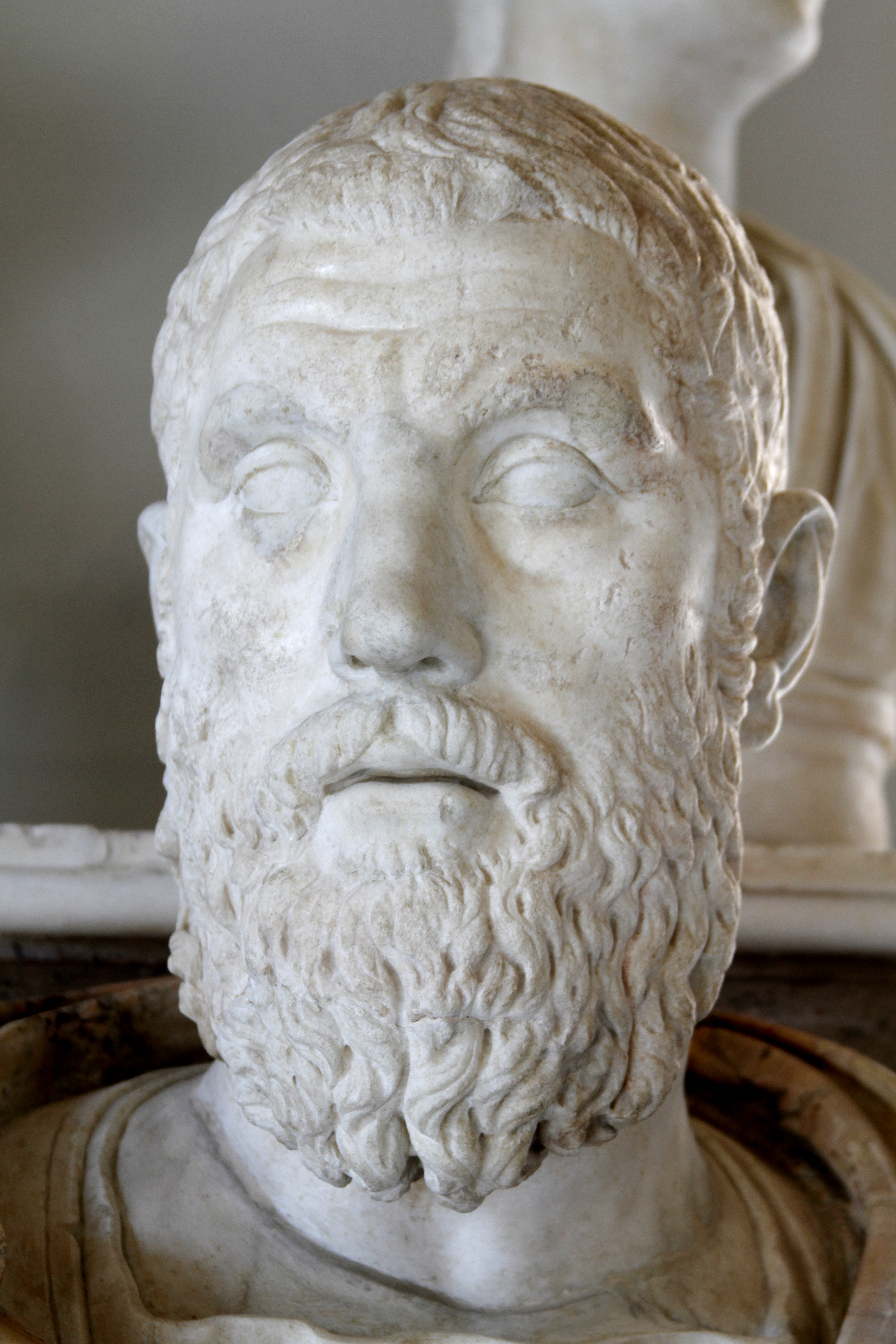
Büste des Macrinus, Kapitolinische Museen, Rom

Marcus Opellius Macrinus (* 164 in Caesarea Mauretaniae; † Juni/Juli 218 in Archelaïs, heute Aksaray) war römischer Kaiser vom 11. April 217 bis zum 8. Juni 218. Als Kaiser nannte er sich Marcus Opellius Severus Macrinus.
Der Nordafrikaner Macrinus war der erste Kaiser, der bei seinem Regierungsantritt nicht dem Senatorenstand angehörte. Er begann seine Karriere in Rom unter Kaiser Septimius Severus (193–211). Unter dessen Sohn und Nachfolger Caracalla (211–217) stieg er 212 zum Prätorianerpräfekten auf und begleitete den Kaiser 216–217 auf dessen Feldzug gegen die Parther. Laut den Quellen organisierte er ein Mordkomplott, dem Caracalla am 8. April 217 im nördlichen Mesopotamien zum Opfer fiel. Es gelang ihm, seine mutmaßliche Beteiligung an dem Anschlag vor den Soldaten zu verheimlichen. Nach einigem Zögern erhob ihn das Heer zum Nachfolger des Ermordeten.
Im Senat stieß Macrinus trotz seiner senatsfreundlichen Politik auf beträchtliche Vorbehalte, insbesondere weil er nicht der senatorischen Reichsaristokratie (Nobilität) angehörte. Als Kaiser kam er nie nach Rom, sondern verbrachte seine gesamte kurze Regierungszeit im Osten des Reichs. Den Angriffskrieg seines Vorgängers gegen die Parther musste er zunächst fortsetzen, wobei er eine empfindliche Niederlage erlitt. Schließlich erkaufte er 218 einen Frieden, den er vergeblich als Sieg darzustellen suchte. Mit seiner Sparsamkeit machte er sich bei den Soldaten zusätzlich unbeliebt. Bald nach dem Beginn seines zweiten Regierungsjahrs führte die Unzufriedenheit im Heer zu seinem Sturz. Anhänger der entmachteten Dynastie der Severer erhoben Elagabal, der als unehelicher Sohn Caracallas ausgegeben wurde, zum Gegenkaiser. Am 8. Juni 218 unterlagen die Truppen des Macrinus der Streitmacht Elagabals. Macrinus wurde auf der Flucht gefasst und bald darauf getötet.

## Leben

### Herkunft und Karriere
Macrinus wurde 164 geboren. Er stammte aus Caesarea, der Hauptstadt der Provinz Mauretania Caesariensis, die sich in der Nähe der heutigen algerischen Stadt Cherchell befand. Macrinus war römischer Ritter. Vielleicht gehörten schon seine unbekannten Eltern dem Ritterstand an; es kann aber auch sein, dass erst ihm selbst der Ritterrang verliehen wurde. Erst in der spätantiken Geschichtsschreibung sind Einzelheiten über seinen angeblichen Aufstieg aus äußerst armseligen Verhältnissen überliefert, die aber unglaubwürdig sind. Es handelt sich offenbar um Verleumdungen, mit denen man ihn in aristokratischen Kreisen als unwürdigen Emporkömmling diskreditieren wollte. Der zeitgenössische Geschichtsschreiber und Senator Cassius Dio teilt nur mit, dass Macrinus romanisierter Maure war und sein Elternhaus „sehr bescheiden“ gewesen sei. Da Macrinus die für seine spätere Laufbahn erforderliche, durchaus kostspielige Ausbildung erhielt, war seine Familie aber wohl in Wahrheit nicht mittellos.
In Rom war Macrinus als Jurist tätig. Dabei kam er mit dem mächtigen Prätorianerpräfekten Plautianus in Kontakt, der ebenfalls aus Nordafrika stammte. Plautianus machte ihn zum Verwalter seines riesigen Vermögens. Als Plautianus 205 durch eine Intrige gestürzt und auf Befehl des Kaisersohns Caracalla getötet wurde, geriet auch Macrinus in große Gefahr, doch der Stadtpräfekt Lucius Fabius Cilo trat für ihn ein und rettete ihm damit das Leben. Nun begann er die ritterliche Ämterlaufbahn. Erst war er advocatus fisci (Anwalt des Fiscus), dann machte ihn Kaiser Septimius Severus zum praefectus vehiculorum per Flaminiam, übertrug ihm also die Aufsicht über den Wagenverkehr auf der Via Flaminia. Schließlich vertraute ihm Kaiser Caracalla im Jahre 212 die hohe Stellung eines der beiden Prätorianerpräfekten an. Damit erreichte er den Gipfel der ritterlichen Karriereleiter und hatte nun eine der mächtigsten Positionen im Reich inne. 216–217 begleitete er Caracalla auf dessen Feldzug gegen die Parther.

### Erhebung zum Kaiser
Die Umstände, die angeblich zum Tod Caracallas und zu Macrinus’ Erhebung zum Kaiser führten, schildert Cassius Dio ausführlich. Die Grundzüge seines Berichts werden in der Forschung meist als zutreffend betrachtet; in modernen Darstellungen der Vorgänge werden sie gewöhnlich übernommen. Dieser Überlieferung zufolge befand sich Macrinus im Frühjahr 217 in einer akuten Notlage: Prophezeiungen hatten ihm die Kaiserwürde verheißen, und dies war Caracalla zu Ohren gekommen; außerdem war ein schriftlicher Bericht über eine solche Wahrsagung an den Kaiser unterwegs. Ulpius Julianus, ein Vertrauensmann des Macrinus, den dieser später zum Prätorianerpräfekten ernannte, warnte Macrinus vor der drohenden Lebensgefahr. Die Verbreitung der Prophezeiung war vermutlich Teil einer gegen den Prätorianerpräfekten gerichteten Intrige. In der dadurch entstandenen Situation musste Macrinus eine existenzielle Bedrohung sehen, da Caracalla alles, was seine Herrschaft zu gefährden schien, tödlich ernst nahm. Um seiner Festnahme und Beseitigung zuvorzukommen, organisierte Macrinus die Ermordung Caracallas, wobei er sich einer Gruppe von drei Unzufriedenen bediente. Am 8. April 217 wurde das Attentat im nördlichen Mesopotamien ausgeführt. Zweifel an der Rolle des Macrinus als Organisator der Verschwörung, die in der Forschung mitunter geäußert werden, werden von den meisten modernen Historikern für unberechtigt gehalten, da er eindeutig der Nutznießer des Attentats war. Jüngst wurde allerdings argumentiert, dass nicht Macrinus, sondern der Partherkönig der Drahtzieher des Attentats gewesen sei.
Da Caracalla keine Kinder hatte, war mit ihm die männliche Nachkommenschaft des Dynastiegründers Septimius Severus ausgestorben. Dies bedeutete das vorläufige Ende der Herrschaft der Severer. Das zum Partherkrieg versammelte Heer, dem die Wahl des neuen Kaisers oblag, war der Dynastie ergeben, musste sich nun aber für einen dynastiefremden Nachfolger Caracallas entscheiden. Offenbar konnte Macrinus seine mutmaßliche Beteiligung an dem Attentat verheimlichen, doch fand er zunächst kaum Unterstützung. Nach dem Bericht des zeitgenössischen Geschichtsschreibers Herodian zogen ihm die Soldaten seinen Kollegen vor, den anderen Prätorianerpräfekten Marcus Oclatinius Adventus, obwohl dieser schon betagt war, kaum noch sehen und weder lesen noch schreiben konnte. Im Gegensatz zum Juristen Macrinus, der keine soldatischen Leistungen vorzuweisen hatte, galt er aber als militärisch bewährt. Erst nachdem er mit dem Hinweis auf sein Alter die Kaiserwürde abgelehnt hatte, ließen sich die Soldaten überreden, Macrinus am 11. April zum Kaiser auszurufen. Dieser nahm seine Erhebung scheinbar nur widerstrebend an, wie es dem Brauch der recusatio imperii entsprach. Sollte Macrinus für den Mord an seinem Vorgänger verantwortlich gewesen sein, so gab er sich Mühe, dies zu verbergen: Er ließ Caracalla unter die Götter erheben, und mit seinem Kaisernamen Marcus Opellius Severus Macrinus knüpfte er demonstrativ an die severische Tradition an.

### Verhältnis zum Senat

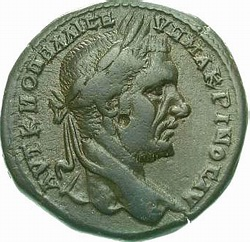
Münzporträt des Macrinus

Macrinus war der erste Kaiser in der römischen Geschichte, der zum Zeitpunkt seiner Erhebung nicht dem Senatorenstand angehörte, sondern Ritter war. Zwar hatte er von Caracalla Anfang 217 die ornamenta consularia (Rangabzeichen eines Konsulars) und den Titel vir clarissimus („hochangesehener Mann“), der eigentlich Angehörigen des Senatorenstandes vorbehalten war, erhalten, doch war damit höchstwahrscheinlich keine Aufnahme in den Senat verbunden. Solche Ehrungen stellten zwar eine Rangerhöhung dar, aber sie bedeuteten nicht, dass der Geehrte einen Sitz im Senat einnahm und tatsächlich Konsular war, also einem Senator, der als Konsul amtiert hatte, gleichgestellt war. Dies bestätigte Macrinus selbst, indem er das Konsulat, das er im Jahr 218 als Kaiser antrat, als sein erstes betrachtete. Damit stellte seine Erhebung einen wichtigen Präzedenzfall dar; fortan galt die Zugehörigkeit zum Senatorenstand nicht mehr als zwingend notwendige Voraussetzung für die Erlangung der Kaiserwürde.
Da Caracalla bei vielen Senatoren verhasst gewesen war, wurde sein Tod im Senat mit Befriedigung zur Kenntnis genommen. Unter diesen Umständen konnte sein dynastiefremder Nachfolger in diesen Kreisen von vornherein mit einem gewissen Wohlwollen rechnen, obwohl er aus senatorischer Sicht nicht für die Kaiserwürde qualifiziert war. Die Nobilität registrierte mit Genugtuung, dass sich der neue Herrscher intensiv um ihre Unterstützung bemühte. Beispielsweise bekannte er sich zu dem Grundsatz, dass eine Verhängung der Todesstrafe gegen einen Senator ohne Zustimmung des Senats nicht in Betracht komme. Cassius Dio, der aus senatorischer Perspektive urteilte, brachte diese mit Einschränkungen wohlwollende Haltung in seinem Geschichtswerk zum Ausdruck. Er sparte aber auch nicht mit Tadel für Maßnahmen des Macrinus, die er für verfehlt und für Verstöße gegen traditionelle Vorrechte der Senatoren hielt. Grundsätzlich herrschte in senatorischen Kreisen die Auffassung, dass Macrinus ungeachtet seiner Kompetenz wegen seiner mangelnden Zugehörigkeit zum Senatorenstand nicht nach der Kaiserwürde hätte greifen dürfen. Nach Cassius Dios Überzeugung wäre es vielmehr seine Pflicht gewesen, den eigenen Ehrgeiz hintanzustellen und seine Autorität als Prätorianerpräfekt zu nutzen, um für die Kaisererhebung eines Senators zu sorgen. Dennoch bestand eine gewisse Bereitschaft, über diese als Usurpation betrachtete Anmaßung hinwegzusehen, sofern sich der neue Herrscher eingedenk seiner Herkunft bescheiden benahm und die Erwartungen der senatorischen Führungsschicht erfüllte.
Schwer verübelt wurde ihm jedoch, dass seine Regierungstätigkeit darauf wenig Rücksicht nahm. Einen argen Fehltritt beging Macrinus aus senatorischer Sicht schon unmittelbar nach seinem Herrschaftsantritt: In dem Brief, in dem er dem Senat seine Erhebung anzeigte, führte er bereits die kaiserliche Titulatur, ohne die Bestätigung seiner neuen Würde durch den Senat abzuwarten. Faktisch war diese Bestätigung zwar reine Formsache, doch missachtete Macrinus mit seinem Verhalten ein Vorrecht des Senats. Als Missgriff wurde auch gewertet, dass er gegen Personen vorging, die er verdächtigte, seine Herrschaft wegen seiner Herkunft als illegitim zu betrachten, statt sich um das Wohlwollen dieser Oppositionellen zu bemühen. Zu heftiger Kritik gab seine Personalpolitik Anlass. Dazu gehörte die Ernennung von Emporkömmlingen zu Provinzstatthaltern, obwohl sie aus der Sicht der Kritiker über keine entsprechende Qualifikation verfügten. Besonders anstößig war die Ernennung des Adventus, der Macrinus durch seine Ablehnung der Kaisererhebung zur Macht verholfen hatte, zum Stadtpräfekten. Dass Macrinus dieses sehr bedeutende senatorische Amt in der Hauptstadt einem ungebildeten Mann mit soldatischer Vergangenheit anvertraute, der noch nicht in den Senat aufgenommen war, stellte für die Senatoren eine schwerwiegende Provokation dar. Bald erwies sich Adventus als so inkompetent, dass Macrinus sich gezwungen sah, ihn abzuberufen; sein Nachfolger wurde der Geschichtsschreiber Marius Maximus. Ferner verübelte der Senat dem Kaiser, dass er sich nicht mit dem erhofften Nachdruck um die Aufklärung von Verbrechen der Denunzianten Caracallas kümmerte. Die Erklärung des Kaisers, er könne dem Senat keine einschlägigen Akten zur Verfügung stellen, da im Kaiserpalast keine gefunden worden seien, stieß auf Misstrauen. Man verdächtigte ihn, die Denunzianten aus Konfliktscheu zu decken. Entrüstung erregte auch die Auswahl der beiden Prätorianerpräfekten: Macrinus besetzte diese Schlüsselposten mit Ulpius Julianus und Julianus Nestor, zwei Männern, die unter Caracalla das Kurierwesen geleitet und sich dabei durch ihre Beteiligung am Denunziantentum verhasst gemacht hatten.

### Führungsschwäche
In den hauptstädtischen Kreisen, die unter Caracallas Terrorherrschaft gelitten hatten, wurde der Machtwechsel mit Erleichterung aufgenommen. Dankbar registrierte man die gegenüber den Verhältnissen unter Caracalla verbesserte Lage. Dennoch gelang es Macrinus nicht, sich Autorität zu verschaffen. Sowohl im Senat als auch in der Stadtbevölkerung wurde er als führungsschwach wahrgenommen. Als Schwächezeichen erschien beispielsweise sein zumindest anfangs unklares Verhältnis zum Andenken seines Vorgängers. Zwischen erbitterten Gegnern und begeisterten Anhängern Caracallas waren die Fronten festgefahren. Eine postume Verurteilung, die damnatio memoriae, kam angesichts der Stimmung unter den Soldaten nicht in Betracht. Eine Vergöttlichung im Rahmen des Kaiserkults war wegen des verbreiteten Hasses unter den Angehörigen der zahlreichen Terroropfer und den sonstigen Gegnern des ermordeten Kaisers ebenfalls problematisch. Daher zögerte Macrinus. Einerseits ließ er einige Statuen Caracallas unauffällig entfernen, andererseits veranlasste er seinen zum Nachfolger designierten unmündigen Sohn, den Namen Antoninus – Caracallas Kaisernamen – anzunehmen, um ihm die Gunst der Soldaten zu verschaffen. Unklar ist, ob Macrinus schließlich den Soldaten nachgab und der Vergöttlichung Caracallas zustimmte oder ob dieser Schritt erst nach seinem Tod erfolgte.
Ein Faktor, der dem Ansehen des Macrinus in Rom schwer schadete, war seine ständige Abwesenheit. Er hat als Kaiser Italien nie betreten, sondern blieb während seiner gesamten Regierungszeit im Osten des Reichs. Dies konnte zwar mit dem Partherkrieg begründet werden, wurde aber in der Stadtbevölkerung als Führungsschwäche und Mangel an kaiserlicher Fürsorge für die Hauptstadt empfunden. Der Unmut entlud sich bei einem Pferderennen in einer Kundgebung der Menge, die heftig die faktische Herrscherlosigkeit beklagte.

### Finanz- und Wirtschaftspolitik

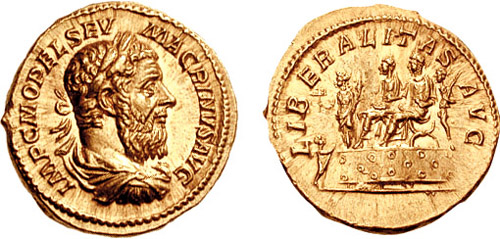
Macrinus auf einem Aureus. Auf der Rückseite Macrinus und sein Sohn Diadumenianus mit der Gestalt der Liberalitas (Großzügigkeit).

Ein vordringliches Problem war die drohende Zerrüttung der Staatsfinanzen, die aus der gewaltigen Aufblähung der militärischen Personalkosten unter den frühen Severern resultierte. Schon Septimius Severus hatte den Sold der Legionäre von 1200 auf 2400 Sesterzen jährlich verdoppelt, Caracalla hatte eine weitere Erhöhung auf 3600 Sesterzen vorgenommen. Damit hatte sich der Sold, der zuvor mehr als ein Jahrhundert lang stabil gewesen war, in anderthalb Jahrzehnten verdreifacht. Nach der von Cassius Dio mitgeteilten Schätzung des Macrinus verursachte allein die Solderhöhung Caracallas einen jährlichen Mehraufwand von 280 Millionen Sesterzen, das heißt 70 Millionen Denaren. Außerdem hatte Caracalla die Truppen durch üppige Sonderzuwendungen (Donative) verwöhnt, deren Auszahlung die Legionäre nun als ihr Gewohnheitsrecht betrachteten. Als weitere schwere Belastung des Staatshaushaltes kamen die Kosten von Macrinus’ Friedensschluss mit den Parthern hinzu, die rund 200 Millionen Sesterzen betrugen.
Die Steigerung der militärischen Personalkosten war finanzpolitisch verhängnisvoll. Die Bevorzugung des Militärs war nur auf Kosten des wirtschaftlich produktiven Teils der Bevölkerung und der Geldwertstabilität möglich und erzeugte bei den so verwöhnten Soldaten maßlose Erwartungen. Die Kluft zwischen diesen Erwartungen und dem Sparzwang erzeugte eine für den Kaiser gefährliche Lage, deren Brisanz er erkannte. In einem Brief an den Stadtpräfekten beklagte er sein Dilemma: Er stellte fest, die Finanzlage gestatte keine Fortsetzung der Soldzahlungen in der bisherigen Höhe und zusätzlich zu den Donativen, doch sei eine Reduzierung nicht durchsetzbar. Angesichts dieses Dilemmas sah er sich zu vorsichtigem Vorgehen gezwungen. Statt zu Steuererhöhungen zu greifen oder willkürliche Konfiskationen anzuordnen, verkaufte er kaiserlichen Besitz und bemühte sich um Kostensenkung. Den Sold beließ er für die bereits im Heer dienenden Soldaten bei 3600 Sesterzen, um keine Rebellion zu provozieren, aber für neue Rekruten reduzierte er ihn auf 2400 Sesterzen. Dabei hoffte er, dass sich die altgedienten Soldaten ruhig verhalten würden, da sie keine Einbuße erlitten, und dass die leichter lenkbaren Rekruten keinen Aufruhr wagen würden. Die Prätorianer mussten ebenso wie die Rekruten eine Verminderung ihres Soldes um ein Drittel, also auf das Niveau der Zeit des Septimius Severus hinnehmen.
Es kam jedoch zu einer von Macrinus nicht bedachten Entwicklung: Da die für den Partherfeldzug Caracallas zusammengezogenen Truppen weiterhin als großes Heer in Syrien versammelt blieben, solidarisierten sich die altgedienten Soldaten mit den neuen Rekruten, die ihre schlechtere Einstufung nicht akzeptieren wollten. Sie befürchteten, dass sie nur vorläufig von der Sparmaßnahme verschont geblieben seien und dass auch ihnen früher oder später eine Soldkürzung bevorstehe. Daher stieß Macrinus’ partielle Soldkürzung auf unerwarteten massiven Widerstand; in seinem Schreiben an den Stadtpräfekten musste er das Scheitern seiner Besoldungspolitik einräumen. In der letzten Phase seiner Regierungszeit sah sich der Kaiser finanzpolitisch in einer ausweglosen Lage.
Anscheinend versuchte Macrinus eine deflationäre Politik zu betreiben, indem er den Edelmetallgehalt der Goldmünze Aureus, den Caracalla mit seiner Münzverschlechterung auf 1/50 Pfund reduziert hatte, auf 1/45 Pfund erhöhte. Die von Caracalla gesteigerte Steuerlast setzte er herab, indem er die Bestimmungen seines Vorgängers über die Erbschafts- und Freilassungssteuern aufhob. Caracalla hatte diese Steuern von 5 auf 10 Prozent verdoppelt.

### Außenpolitik
Macrinus war militärisch unerfahren, denn bis zu seiner Berufung zum Prätorianerpräfekten hatte er eine rein zivile Karriere gemacht. Seine mangelnde militärische Qualifikation trug zu seiner Unbeliebtheit im Heer bei. An einer Fortsetzung von Caracallas Angriffskrieg gegen die Parther hatte er kein Interesse. Daher bot er einen Frieden an, wobei er die Schuld am Krieg auf seinen Vorgänger schob und als Zeichen seines guten Willens die parthischen Gefangenen freiließ. Der arsakidische Partherkönig Artabanos IV. wertete dies aber als Zeichen der Schwäche und stellte entsprechend hohe Forderungen: Reparationen und eine vollständige Räumung Nordmesopotamiens, dessen Annexion durch Septimius Severus die Parther nie akzeptiert hatten. Ohne lange auf eine Antwort zu warten, ließ er sein Heer vorrücken. Als sich die Parther der strategisch wichtigen Stadt Nisibis näherten, mussten sich die Römer zum Kampf stellen.
In der Nähe von Nisibis stießen die Heere bei einer Wasserstelle aufeinander. Es kam zu einem ersten Kampf um die Wasserversorgung, in dem die Römer unterlagen. Anschließend begann eine große Schlacht, die drei Tage gedauert haben soll. Schließlich setzten sich die Parther durch. Allerdings hatten die römischen Truppen zuvor systematisch das Umland verwüstet und alle Nahrungsmittel geraubt oder vernichtet, weshalb in der parthischen Armee Hunger ausbrach. Da beide Seiten erschöpft waren, begannen Verhandlungen, die 218 mit einem foedus endeten. Die Römer mussten den Frieden mit außerordentlich hohen Zahlungen – insgesamt rund 200 Millionen Sesterzen – erkaufen. Sie scheinen aber keine nennenswerten Gebietsverluste erlitten zu haben, weil auch Artabanos unter Druck stand. Dieser letzte römisch-parthische Krieg endete also mit einer römischen Niederlage. Dennoch stellte sich Macrinus in seinem Bericht an den Senat als Sieger dar. Darauf bot ihm der Senat den Siegernamen Parthicus an. Diese Ehrung lehnte Macrinus offiziell ab. Auf mindestens einer afrikanischen Inschrift wurde er aber dennoch Parthicus maximus genannt, und auf Münzen ließ er seinen angeblichen „Parthersieg“ (victoria Parthica) verherrlichen.
Auch mit den Armeniern, die Caracalla bekämpft hatte, fand Macrinus einen Ausgleich. Bei ihnen regierte damals König Tiridates II., der aus dem parthischen Königsgeschlecht der Arsakiden stammte. Der Kaiser ließ die von Caracalla gefangen gehaltene Mutter des Tiridates frei, erkannte dessen Thronanspruch durch Übersendung einer Krone an und gab Caracallas armenische Kriegsbeute zurück. Gegenüber den Dakern zeigte sich Macrinus ebenfalls friedliebend. Er gab ihnen die Geiseln zurück, die Caracalla von ihnen erhalten hatte, woraufhin sie auf Feindseligkeiten verzichteten.

### Aufstand gegen Macrinus

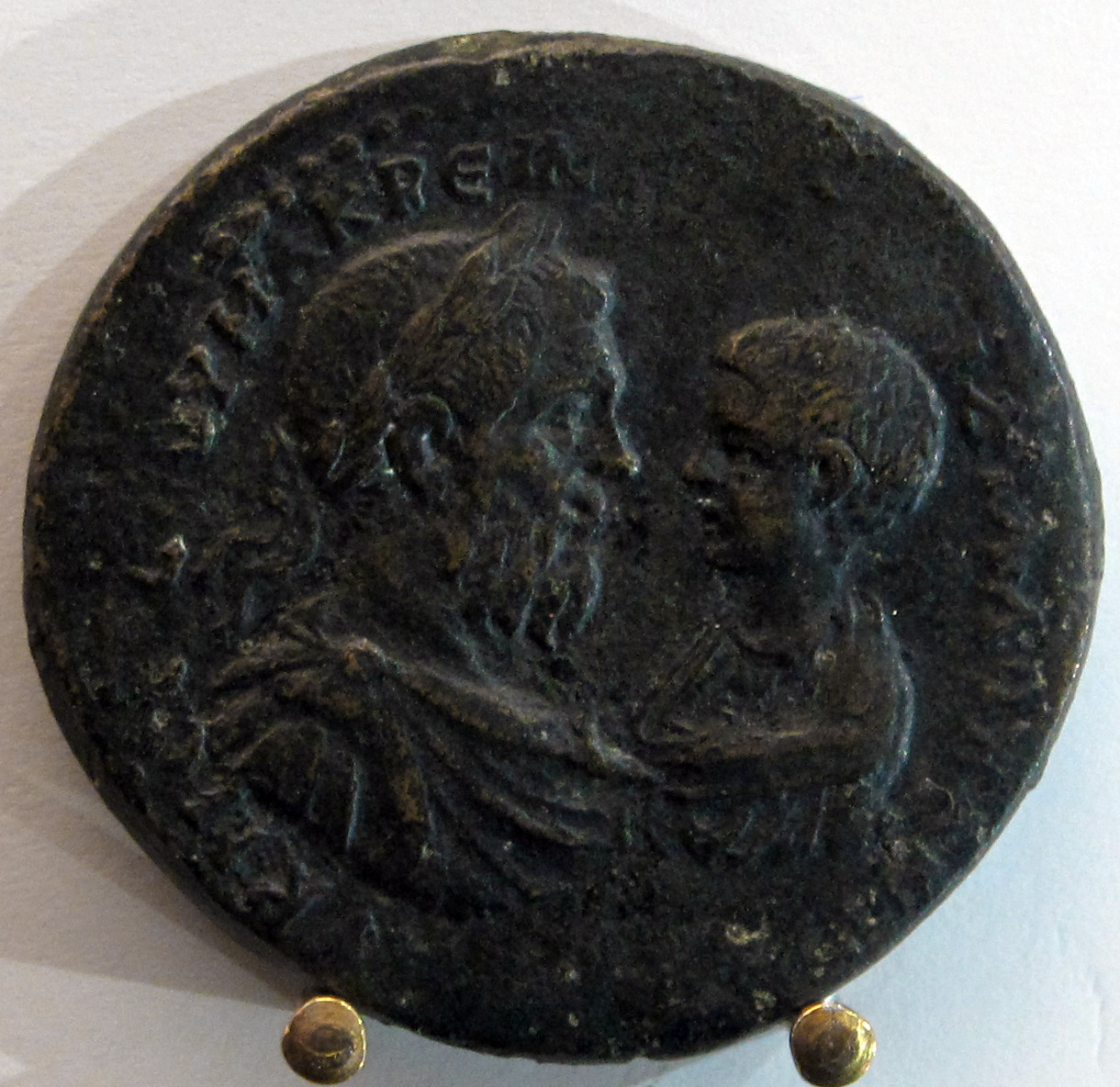
Medaillon von Macrinus und Diadumenianus

Als mit Caracallas Tod die männliche Nachkommenschaft des Kaisers Septimius Severus ausgestorben war, schien die Herrschaft der Severerdynastie endgültig beendet zu sein. Schon bald nach seinem Regierungsantritt ließ Macrinus seinen erst achtjährigen Sohn Diadumenianus zum Caesar und damit zu seinem künftigen Nachfolger proklamieren, machte also seine Absicht einer Dynastiegründung klar. Als aber sein Mangel an Autorität deutlich wurde, formierte sich eine Opposition, die ihn als Usurpator betrachtete und sich auf den Herrschaftsanspruch der Severer berief.
Julia Domna, die syrische Frau des Dynastiegründers Septimius Severus, agitierte nach der Ermordung ihres Sohnes Caracalla zunächst gegen den neuen Kaiser Macrinus, erkannte dann aber die Aussichtslosigkeit ihrer Bemühungen und wählte den Freitod. Damit erlosch jedoch der severische Widerstand gegen Macrinus nicht. Julia Domna hatte eine Schwester, Julia Maesa, die mit ihr am Hof gelebt hatte und sich mit dem Ende der Severerherrschaft nicht abfinden wollte. Obwohl Maesa mit dem Dynastiegründer Severus nicht verwandt, sondern nur verschwägert war, griff sie den Gedanken des dynastischen Herrschaftsanspruchs der Severer auf und machte sich ihn zunutze. Macrinus, der ihr misstraute, befahl ihr, sich aus Rom in ihre syrische Heimat zurückzuziehen. Darauf begab sie sich in ihre Heimatstadt Emesa, das heutige Homs. Dort verfügte ihre Familie über beträchtlichen Einfluss. Vor allem kam ihr zustatten, dass sie ein großes Vermögen besaß. Da die Soldaten in Syrien der alten Dynastie nachtrauerten und Macrinus nach dem unrühmlichen Ende des Partherkriegs geschwächt war, sah Maesa eine Chance, ihren eigenen Nachkommen die Kaiserwürde zu verschaffen. Ihr Umfeld begann, gegen Macrinus zu agitieren. Ihr vierzehnjähriger Enkel Varius Avitus (Elagabal) wurde als unehelicher Sohn Caracallas ausgegeben. Damit erschien er den Unzufriedenen als rechtmäßiger Erbe des ermordeten Kaisers.
Mit dem Appell an die Loyalität zur Dynastie der Severer und mit der Aussicht auf großzügige Geldgeschenke aus dem Vermögen Maesas ließen sich die Soldaten der Legio III Gallica, die in der Nähe von Emesa stationiert war, zum Aufstand gegen Macrinus bewegen. Im Lager der Legion wurde Elagabal am 16. Mai 218 zum Kaiser erhoben.
Truppen des Macrinus unter dem Befehl des Prätorianerpräfekten Ulpius Julianus gingen gegen das Lager der rebellierenden Legion vor. Unter ihnen waren Mauren, die motiviert waren, für Macrinus zu kämpfen, da er aus ihrer Heimat stammte. Ein Sturmangriff der Mauren auf das Lager scheiterte jedoch. Darauf gelang es den Aufständischen, die Belagerer auf ihre Seite zu ziehen, indem sie auf die angebliche Abstammung Elagabals von Caracalla hinwiesen und Belohnungen in Aussicht stellten. Die Soldaten des Julianus entschlossen sich zum Frontwechsel. Sie töteten ihre Offiziere und gingen zu Elagabal über. So weitete sich die Rebellion rasch aus.
Macrinus, der sich seit dem Partherkrieg in Syrien aufhielt, eilte nach Apameia, um die Legio II Parthica, die damals dort stationiert war, durch eine sofort ausgezahlte Sonderzuwendung von 4000 Sesterzen für jeden Soldaten und das Versprechen von weiteren 20.000 Sesterzen pro Mann an sich zu binden. In Apameia ließ er seinen erst neunjährigen Sohn, den Caesar Diadumenianus, zum Augustus ausrufen und damit zum nominellen Mitherrscher erheben, um seinen Anspruch auf eine Dynastiegründung zu bekräftigen und einen äußeren Anlass für das Geldgeschenk an die Soldaten zu haben. Dieser Schritt wurde aber in Senatskreisen missbilligt, und es gelang Macrinus nicht, die Soldaten zu überzeugen. Nachdem man ihm den abgeschlagenen Kopf des Ulpius Julianus überbracht hatte, zog er sich nach Antiocheia zurück. Die Legio II schloss sich der Revolte an. Als Truppen Elagabals in Richtung Antiocheia vordrangen, musste sich Macrinus zum Kampf stellen. Den Kern seiner Streitmacht bildeten die Prätorianer.

### Niederlage, Flucht und Tod
Am 8. Juni 218 kam es in der Nähe von Antiocheia zur Entscheidungsschlacht, die chaotisch verlief, da es beiden Heeren an kompetenter Führung mangelte. Die Truppen des Macrinus hatten zunächst die Oberhand, aber als der Widerstand der Gegenseite sich versteifte, gab Macrinus die Schlacht vorzeitig verloren und ergriff die Flucht. Damit war seine Niederlage besiegelt. Zuletzt gaben seine Prätorianer auf, die nach seiner Flucht den Kampf noch fortgesetzt hatten.
Daraufhin sandte Macrinus seinen Sohn zum Partherkönig, um ihn in Sicherheit zu bringen, aber Diadumenianus gelangte nicht über die Grenze, sondern wurde in der Stadt Zeugma am Euphrat gefasst und bald darauf getötet. Macrinus selbst begab sich zunächst nach Antiocheia. Als seine Niederlage dort bekannt wurde, floh er verkleidet zu Pferd mit wenigen Begleitern. Er versuchte nach Rom zu gelangen, denn er ging davon aus, dass der Senat, der Elagabal zum Staatsfeind erklärt hatte, noch auf seiner Seite stand.
In Aigeai, einer Stadt in Kilikien, nahm Macrinus, der sich als Kurier ausgab, einen Wagen, um seine Flucht nach Westen fortzusetzen. In Chalkedon bat er einen Prokurator um Geld; dabei wurde er erkannt und festgenommen. Er sollte nach Syrien zurückgebracht werden. Als er unterwegs in Kappadokien von der Verhaftung seines Sohnes erfuhr, stürzte er sich vom Wagen. Später wurde er von einem Centurio getötet. Den Leichnam ließ man unbeerdigt liegen; Elagabal besichtigte ihn, als er auf dem Weg nach Rom war.

## Ikonographie
Da Macrinus als Kaiser nie im Westen war, muss jedes im Westen entstandene Bildnis letztlich auf ein Vorbild östlichen Ursprungs zurückzuführen sein. Die Basis für eine Bestimmung von Macrinus’ Aussehen bilden seine Münzbildnisse. Sie unterscheiden sich erheblich, was aber nicht, wie man früher glaubte, auf Unterschiede zwischen zwei Prägestätten zurückzuführen ist, sondern auf eine chronologische Abfolge. Die frühen Bildnisse mit kurzem Bart erinnern an Caracalla, auf den späten mit langem Bart ist eine Ähnlichkeit mit Septimius Severus und Mark Aurel erkennbar. Letzteres passt zur Mitteilung des Geschichtsschreibers Herodian, Macrinus habe mit seiner Barttracht ebenso wie mit seiner langsamen, leisen Sprechweise Mark Aurel, der als vorbildlicher Herrscher galt, nachahmen wollen.
Hinsichtlich der Rundplastiken hat sich die Auffassung durchgesetzt, dass zwei überlebensgroße Köpfe in Rom, die beide stadtrömischen Ursprungs sein dürften – einer im Museo Capitolino, der andere in der Centrale Montemartini – Macrinus darstellen. Beide zeigen ihn mit Vollbart. Gesichert ist die Identifizierung eines Bronzekopfs im Stadtmuseum Belgrad, als plausibel gilt die eines Marmorkopfs im Arthur M. Sackler Museum in Cambridge (Massachusetts). Das Belgrader Bildnis zeigt den Kaiser mit der schlitzartigen Durchbohrung des linken Ohrs, die bei Cassius Dio bezeugt ist; nach dessen Darstellung handelte es sich dabei um eine maurische Sitte. Die Wiedergabe dieses Details lässt erkennen, dass Macrinus bewusst eine ethnische Charakterisierung vornehmen wollte.
Macrinus und sein Sohn sind außerdem im ägyptischen Tempel von Kom Ombo in pharaonischem Stil dargestellt. Sie sind die letzten römischen Herrscher, die in diesem Tempel ein Wandrelief stifteten.

## Rezeption
Nach dem Tod des Macrinus ließ Elagabal über ihn die damnatio memoriae verhängen, was die Zerstörung von Bildnissen des Verfemten und Tilgung seines Namens auf Inschriften und Papyri zur Folge hatte. Das Vernichtungswerk wurde gründlich betrieben; sogar Gemmen wurden zerstört, was sonst in solchen Fällen unüblich war. In Ägypten ging man besonders konsequent vor. Dort wurde nicht nur die Erinnerung an Macrinus durch Eradierung seines Namens ausgelöscht, sondern Elagabal als unmittelbarer Nachfolger Caracallas dargestellt.
Die Urteile der zeitgenössischen Geschichtsschreiber fielen durchgehend negativ aus. Cassius Dio verübelte Macrinus, dass er es gewagt hatte, nach der Kaiserwürde zu greifen, obwohl er nicht dem Senat angehörte. Als standesbewusster Senator sah Cassius Dio in dem Emporkömmling aus dem Ritterstand einen Usurpator, dessen schmähliches Ende die gerechte Strafe für diese frevelhafte Anmaßung gewesen sei. Er hielt ihn für einen anständigen Menschen mit sehr beschränkten Fähigkeiten, der von den mit seinem Aufstieg verbundenen Herausforderungen überfordert gewesen sei und als Herrscher einen verhängnisvollen Hochmut entwickelt habe. Außerdem sei er ein Feigling gewesen. Er habe einen unangebrachten Hang zum Luxus gehabt und sich keinen Respekt verschaffen können. Auch der jüngere Zeitgenosse Herodian erwähnt und missbilligt Macrinus’ luxuriöses Leben. Er beurteilt den Kaiser etwas günstiger als Cassius Dio und lobte sein hartes Vorgehen gegen Caracallas Denunzianten und die Rechtssicherheit, die er herbeigeführt habe, tadelt aber die Nachlässigkeit und Unentschlossenheit des Macrinus, die sich als verhängnisvoll erwiesen habe.
Der unbekannte Verfasser der Lebensbeschreibung des Macrinus in der spätantiken Historia Augusta übernahm die negativen Urteile der Zeitgenossen des Kaisers in vergröberter Form und schmückte sie mit mancherlei frei erfundenen Angaben aus. Seine Lebensbeschreibung des Macrinus gilt als eine der hinsichtlich des Quellenwerts schlechtesten Kaiserbiographien in der Historia Augusta. Er behauptet, Macrinus sei nach Gesinnung und Aussehen abstoßend gewesen, ein ruchloser, hochmütiger, dem Luxus ergebener und wegen seiner Grausamkeit berüchtigter Mensch. Unter Berufung auf eine angeblich bei Aurelius Victor überlieferte Nachricht erzählt er, Macrinus sei ursprünglich ein kaiserlicher Sklave gewesen und habe sich als Prostituierter betätigt. Schließlich habe Kaiser Septimius Severus den Taugenichts nach Nordafrika geschickt; die Glaubwürdigkeit dieser Angaben sei allerdings ungewiss. Nach einer anderen Überlieferung habe sich Macrinus als Gladiator und Jäger durchgeschlagen. Allerdings sind im Werk des Aurelius Victor keine solchen Behauptungen zu finden. Ferner enthält die Historia Augusta Angaben über die Gattin des Macrinus, die Nonia Celsa geheißen habe und wegen ihrer Sittenlosigkeit verspottet worden sei. Alles über sie Mitgeteilte – auch der Name – ist wohl frei erfunden.
Zur Zeit des Renaissance-Humanismus vertraute man allerdings der Darstellung der Historia Augusta. So beschrieb im 14. Jahrhundert Benvenuto da Imola Macrinus als einen grausamen, blutdürstigen, mit allen Lastern behafteten ehemaligen Sklaven.
Die moderne Forschung hat das überlieferte Macrinus-Bild der Kritik unterzogen und ist zu einer ausgewogeneren Sichtweise gelangt. Alfred von Domaszewski befand 1909, Macrinus sei ein „redlicher Mann“ mit löblichen Absichten gewesen, aber als Heerführer unfähig und seiner Aufgabe „durch keine Eigenschaft gewachsen“. Ähnlich urteilte Hans-Georg Pflaum 1960. Alfred Heuß (1960) war der Ansicht, Macrinus sei „an sich ein recht tüchtiger Mann“ gewesen. Hermann Bengtson (1973) stellte fest, Macrinus sei „zweifellos vom besten Willen beseelt gewesen“. Für Karl Christ (1988) war Macrinus „lediglich das, was man einen rechtschaffenen Mann nennt“.